# Ballerupkredsen
Ballerupkredsen er fra 2007 en opstillingskreds i Københavns Omegns Storkreds.
Til og med 2006 var kredsen en opstillingskreds i Københavns Amtskreds. Fra 2007 er de tidligere kommuner Ledøje-Smørum og Værløse overført til Nordsjællands Storkreds.
Den 8. februar 2005 var der 54.567 stemmeberettigede vælgere i kredsen.
Kredsen rummede i 2015 flg. kommuner og valgsteder::
1. Ballerup Kommune
  1. Tapeten
  2. Rugvængets Skole
  3. Højagerskolen
  4. Grantoftehallen
  5. Rosenlundskolen
  6. Lundebjergskolen
  7. Tidl. Skovlunde Lokalkontor
  8. Måløv Ny Hal
  9. Egebjerghallen
  10. Østerhøjhallen
2. Glostrup Kommune
  1. Nordvangskolen
  2. Sognegården
  3. Søndervangskolen
  4. Vestervangskolen
  5. Ejbyskolen
  6. Hvissingehallen[1]

## Folketingskandidater pr. 25/11-2018
| Liste | Parti                       | Kandidat | Bemærk                                                                  |
| ----- | --------------------------- | --- | ----------------------------------------------------------------------- |
| A     | Socialdemokratiet           | Kasper Sand Kjær |                                                                         |
| B     | Radikale Venstre            | Kristine Kryger |                                                                         |
| C     | Det Konservative Folkeparti | |                                                                         |
| D     | Nye Borgerlige              | |                                                                         |
| F     | Socialistisk Folkeparti     | |                                                                         |
| I     | Liberal Alliance            | |                                                                         |
| O     | Dansk Folkeparti            | Pia Kjærsgaard |                                                                         |
| V     | Venstre                     | Kim Valentin |                                                                         |
| Ø     | Enhedslisten                | Stine Rahbek Pedersen |                                                                         |
| Å     | Alternativet                | Sikandar Siddique, Qasam Nazir Ahmad, Ken Patrick Petersson, Sofie Groth, Marianne Victor Hansen, Anders Stjernholm, Kim Christiansen, Thomas Holbech Anker | Er opstillet i samtlige opstillingskredse i Københavns Omegns Storkreds |